# Новиков, Ян Валентинович
Ян Валентинович Но́виков (род. 3 октября 1959, Ленинград, СССР) — российский промышленник, учёный, экономист. Кандидат экономических наук, заслуженный экономист РФ. Генеральный директор, Председатель правления и член совета директоров АО Концерн ВКО «Алмаз-Антей». Председатель совета директоров АО Корпорация «Комета». Герой Российской Федерации (2022).

## Биография
Родился 3 октября 1959 года в Ленинграде.
В 1977 году окончил Ленинградский финансовый техникум Министерства финансов СССР.
В том же году поступил и в 1981 году окончил с отличием Ярославское высшее военное финансовое училище имени генерала армии А. В. Хрулёва и был направлен в Ленинградский военный округ, где проходил службу в различных воинских частях и организациях строительного управления, в том числе на должностях главного бухгалтера — начальника финансового отдела Управления начальника работ, старшего помощника по контрольно-ревизионной работе начальника финансового отдела и заместителя начальника финансового отдела строительного управления округа.
В 1991 году также с отличием окончил военный финансово-экономический факультет при Государственной финансовой академии.
С 1977 по 1995 год — служба в Вооруженных силах СССР и РФ. С 1995 по 1998 год занимался бизнесом, а затем с 1998 года перешел в Администрацию Ленинградской области, где проработал до 2002 года.
С 2002 по 2013 год работал заместителем генерального директора ОАО «Концерн ПВО „Алмаз — Антей“». С 2013 по 2014 год был первым замом гендиректора ОАО «Концерн ПВО „Алмаз — Антей“». С марта 2014 года — генеральный директор ОАО «Концерн ПВО „Алмаз — Антей“», а с ноября 2015 года стал генеральным директором АО «Концерн ВКО „Алмаз — Антей“».

## Санкции
С 23 августа 2022 года за поддержку российской войны против Украины под санкциями Канады, США, Великобритании и Украины.
24 февраля 2025 года внесён в санкционный список всех стран Евросоюза: 

Компании, входящие в холдинг "Алмаз-Антей", производят различные виды вооружения, которые используются российскими вооружёнными силами в агрессивной войне против Украины. Таким образом, Ян Новиков поддерживает действия, подрывающие и угрожающие территориальной целостности, суверенитету и независимости Украины.— «Официальный журнал Европейского союза», Брюссель, 24 февраля 2025 года

## Награды
- Герой Российской Федерации (2022);
- Орден Мужества;
- Орден Почёта — за заслуги в развитии оборонной и космической промышленности России;
- Медаль «За заслуги в освоении космоса» — за особые заслуги в освоении космоса и развитие промышленности;
- Юбилейная медаль «70 лет Вооружённых Сил СССР»;
- Заслуженный экономист Российской Федерации;
- Государственная премия Российской Федерации;
- Ведомственные награды Российской Федерации.